# Viggo Widerøe
Viggo Widerøe, född 13 augusti 1904 i Kristiania, dagens Oslo, död 8 januari 2002, var en norsk flygare och var 1934 en av grundarna av Widerøes Flyveselskap